# Meilsen Tripel

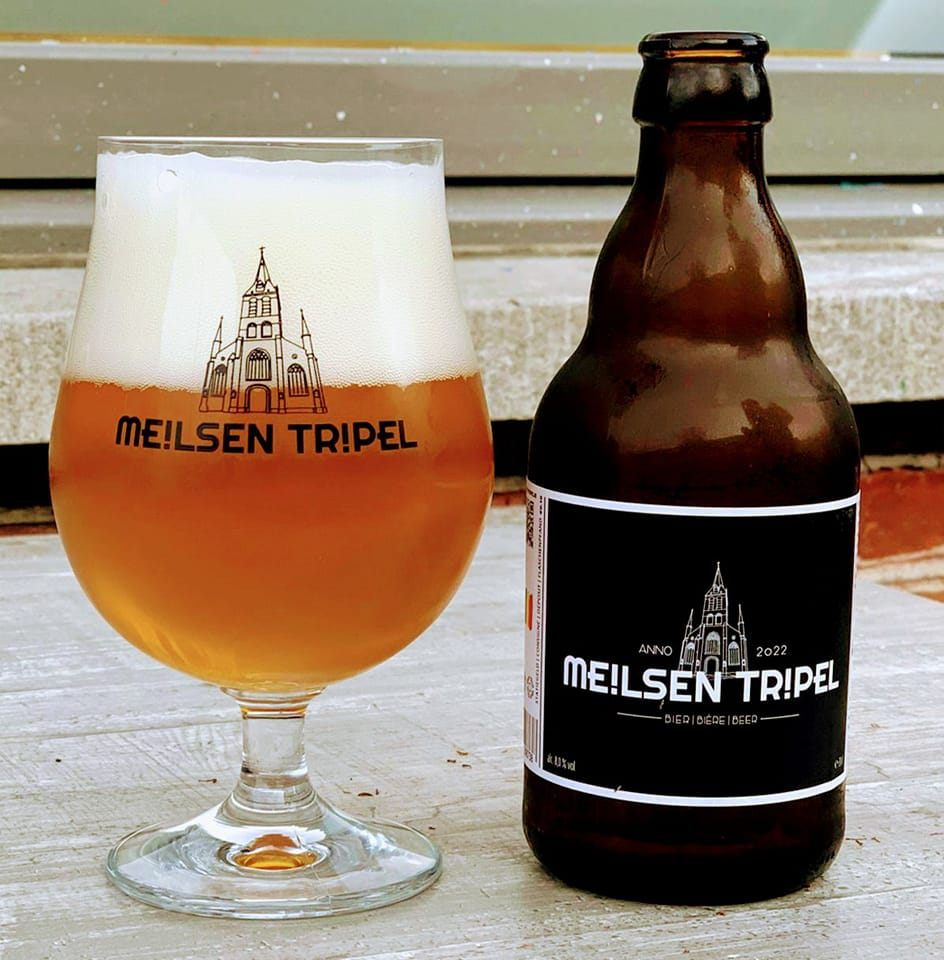
Een uitgeschonken Meilsen Tripel

Meilsen Tripel is een Belgische tripel met een hergisting op de fles.  Het bier, van hoge gisting, wordt gebrouwen in de brouwerij van de Stokerij Rubbens in Wichelen.

## Achtergrond
Het bier wordt gebrouwen sinds 2022 en werd opgestart door Maarten Pijl en Bert Van Haute uit Melsele. In het dialect werd Melsele in het verleden als Meilsele uitgesproken, maar sinds eind jaren negentig werd het meer en meer als Meilsen uitgesproken door de nieuwe generaties inwoners.   Met de komst van Meilsen Koers en Café Meilsen werd het dan ook meer en meer "officieel".
In de streek waren er al enkele bieren populair geworden met een dialecte vorm van de dorpsnaam: Ostdonk Tripel in Haasdonk, Sintpalsken in Sint-Pauwels, Den Beversen Tripel in Beveren.  De bezielers van Meilsen Tripel vonden dan ook dat de tijd rijp was om voor Melsele een eigen bier te brouwen.

## Het bier
Meilsen Tripel is een blonde tripel met een alcoholpercentage van 8%.  Het is een bier van hoge gisting gebrouwen met gerst en tarwe uit Melsele.  Tijdens het bottelen worden er nog vergistbare suikers toegevoegd om gedurende tien dagen een nagisting op gang te brengen in de fles in een warme kamer.  Het bier is minimaal drie jaar houdbaar.